# 小美玉市立納場小学校
小美玉市立納場小学校（おみたましりつ のうばしょうがっこう）は、茨城県小美玉市納場にある公立の小学校。

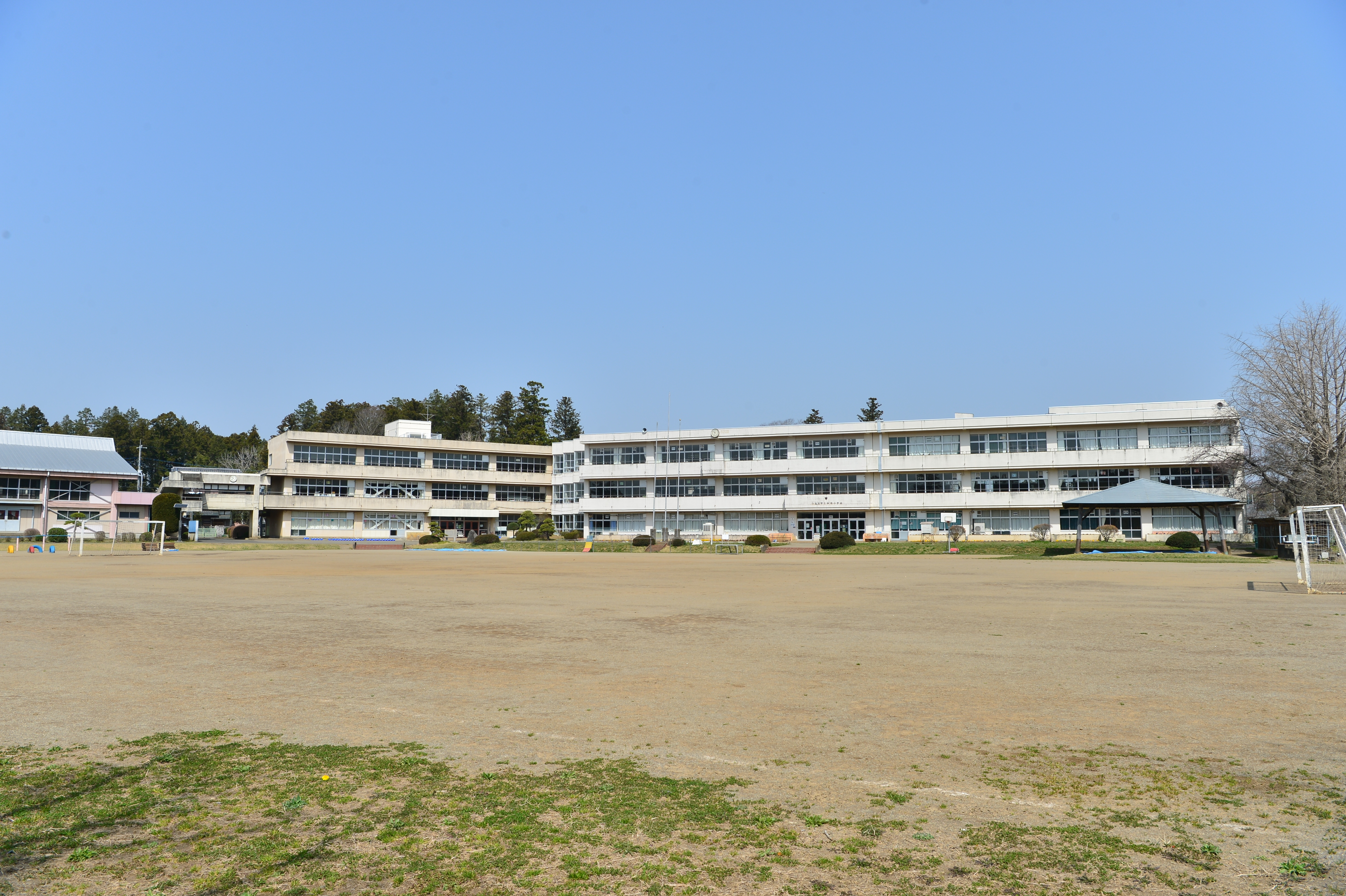
小美玉市立納場小学校の全景

## 沿革
- 1877年11月5日 - 創立。
- 1881年 - 部室小学校開設。
- 1886年 - 納場小学校と部室小学校が合併し、堅倉小学校納場分校となる。
- 1893年6月1日 - 納場尋常小学校となる。
- 1897年 - 現在地に移転。
- 1902年4月1日 - 高等科を設置し、納場尋常高等小学校に改称。
- 1941年4月1日 - 納場国民学校に改称。
- 1947年4月1日 - 学制改革により、納場小学校となる。
- 1954年4月1日 - 堅倉第二小学校に改称。
- 1956年8月1日 - 納場小学校に改称。
- 2006年3月27日 - 町村合併により、小美玉市が発足。小美玉市立納場小学校となる。